# Jennifer Palm Lundberg
Jennifer Palm Lundberg (Sigtuna, 28 de abril de 1986) es una modelo sueca, elegida Miss Mundo Suecia 2008 el 8 de septiembre de 2007. Lundberg estaba en el cuarto lugar en el concurso, pero se hizo cargo del título cuando la ganadora original, Amanda Ulfdotter, fue despedida y la segunda y la tercera clasificada habían rechazado la posibilidad de obtener el título por algunos malentendidos relativos al contrato de victoria.[cita requerida]
Como ganadora de este título, obtuvo la posibilidad de representar a Suecia en Miss Mundo 2008 en Johannesburgo, Sudáfrica, el 13 de diciembre de 2008.
Durante su año de reinado, Lundberg ha colaborado con numerosas organizaciones humanitarias y en particular con las que se ocupan de la anorexia nerviosa y la bulimia, así como con otras que se encargan de los derechos de los animales.